# Larry E. Greiner

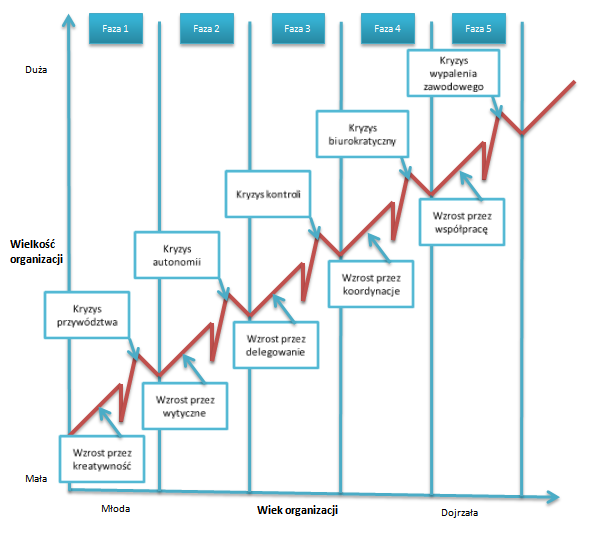
Model Greinera

Larry E. Greiner (ur. 1933) w roku 1972 opisał, że zaobserwował, iż większość organizacji rozwija się poprzez kryzysy. Na podstawie swoich obserwacji opracował Model Greinera, zwany także cyklem życia organizacji Greinera.
Swój model oparł na stanowisku, że to właśnie historia organizacji bardziej wpływa na jej rozwój niż siły zewnętrzne.
Wyszczególnił pięć głównych czynników wpływających na model organizacji:
- wiek organizacji
- rozmiar organizacji
- etap ewolucji
- etap rewolucji
- tempo wzrostu branży

Przyjmując, że oś odciętych reprezentuje wiek organizacji, a rzędnych jej wielkość, można zaobserwować, że w długim okresie sposoby funkcjonowania organizacji ulegają zmianom. Problemy oraz różne sposoby ich rozwiązywania pojawiają się w miarę rozrostu organizacji i przedsiębiorstwa.
Analizując 500 największych amerykańskich przedsiębiorstw (lista czasopisma „Fortune”), w ciągu 50 lat, Greiner stwierdza, że wzrost organizacji składa się z długich (4-8) letnich okresów spokojnego rozwoju (ewolucja), przeplatanych krótkimi kryzysami (rewolucjami). Słowo „rewolucja” zostało użyte umyślnie, ponieważ w trakcie zaburzeń ujawniają się poważne wstrząsy praktyk zarządzania.
Kierownictwo w okresie kryzysu odpowiada za wypracowanie nowych praktyk organizacyjnych, które staną się podstawą do kierowania następnym okresem ewolucyjnego wzrostu.
Tempo, w jakim organizacja przeżywa ww. okresy jest bezpośrednio związane z branżą.
Greiner wymienia pięć faz ewolucji przeplatanych rewolucjami:
- Ewolucja 1) Przez kreatywność
- Rewolucja 1) Kryzys przywództwa

Kiedy organizacja rozwija się poprzez kreatywność dochodzi do tarć o przywództwo. Przedsiębiorcy ustępują pola menadżerom. Pojawiają się procedury i stała struktura organizacji.
- Ewolucja 2) Przez kierowanie
- Rewolucja 2) Kryzys autonomii

Po czasie rozwój przez kierowanie doprowadza do tarć o kompetencje w pionach. Menadżerowie niższego szczebla muszą dostać większe swobody a wyższego pozwolić na delegacje uprawnień.
- Ewolucja 3) Przez delegację
- Rewolucja 3) Kryzys kontroli

Po okresie delegowania niektórzy pracownicy cieszą się większą swobodą niż chce tego kierownictwo. Menadżerowie wprowadzają większą kontrolę nad działaniami pracowników.
- Ewolucja 4) Przez koordynację
- Rewolucja 4) Kryzys biurokracji

Rozwój poprzez koordynacje doprowadza po czasie do niezliczonej ilości procedur , dokumentacji, procesów i paraliżu biurokratycznego zmniejszającego elastyczność i innowacyjność przedsiębiorstwa.
- Ewolucja 5) Przez współpracę
- Rewolucja 5) Kryzys wypalenia zawodowego

Rozwój poprzez współpracę prowadzi zazwyczaj do struktur macierzowych, które oferując dużą swobodę pracownikom powodują dodanie dużej ilości pracy. Ilość zadań do wykonania i presja na innowacje powoduje wypalenie zawodowe.